# Eulophia fernandeziana
Eulophia fernandeziana är en orkidéart som beskrevs av Daniel Geerinck. Eulophia fernandeziana ingår i släktet Eulophia och familjen orkidéer. Inga underarter finns listade i Catalogue of Life.